# Charles-Joseph Breydel-de Brock
Charles-Joseph Breydel-de Brock (Brugge, 31 juli 1811 – aldaar, 5 september 1884) was een Belgisch ondernemer, gemeente- en provincieraadslid en grootgrondbezitter.

## Familie
Charles Breydel was een zoon van Louis-Clément Breydel (1760-1828) en van Anne De Zutter (1781-1860). Zijn tante Françoise Breydel trouwde met Bruno de Witte. Hij had twee zussen die ongehuwd bleven. 
Zijn oudere broer was Louis-Albert Breydel (1810-1844), van wie vermoed werd (zonder dat er ooit absoluut bewijs werd gevonden) dat hij werd vergiftigd door zijn vrouw, Mathilde Louwage (1818-1877), en haar minnaar en toekomstige echtgenoot Louis Schoevaerts (1809-1893). Het verhaal schudde de Brugse elite door elkaar, want velen behoorden tot de familie Breydel en tot de verwante families Louage, De Zutter, Du Jardin, de Ridder, Boyaval, Devaux, Van der Hofstadt, Busschop, Van Vyve, De Witte, enz.

## Levensloop
Charles Breydel trouwde in 1837 met Honorine De Brock (1819-1896). Zij was een dochter van Jean-Jacques De Brock en Anne De Ridder. De Brock was hoofdingenieur van Bruggen en Wegen en was ook eigenaar van de Oesterputten De Brock in Zandvoorde. Breydel zou hiervan mede-eigenaar en bestuurder-uitbater worden.
De naam De Brock was gunstig bekend en Charles Breydel besloot die bekendheid te benutten en als Breydel-de Brock door het leven te gaan. Het echtpaar kreeg vier zoons en zes dochters. Slechts een van de zoons zorgde in beperkte mate voor nageslacht. Een groot deel van zijn leven woonde het gezin Breydel-de Brock in een herenhuis langs de Dijver. Als zomerverblijf bouwde hij in Eernegem het Kasteel van Moerbeek.
In 1859 bekende hij politieke kleur door lid te worden van de katholieke kiesvereniging La Concorde. In 1864 werd hij provincieraadslid als verkozene voor het kanton Brugge en bleef dit tot aan zijn dood. In 1875, toen de gemeenteraad van Brugge een katholieke meerderheid kreeg, werd Breydel tot gemeenteraadslid verkozen en bleef dit eveneens tot aan zijn dood. In de beide assemblees viel hij op door zijn actieve deelname. 
In 1872 was hij een van de vier Belgische ondertekenaars van de overeenkomst tussen Nederland en België betreffende de indijking van het Zwin.
Voordien was hij al in 1868-1869 Belgische medeonderhandelaar voor de vastlegging van de landsgrens in het Zwin en hij ondertekende mee de definitieve overeenkomst. De Nederlanders waren duidelijk tevreden over de bereikte overeenkomst en Breydel werd benoemd tot ridder in de Orde van de Nederlandse Leeuw.

## Grootgrondbezitter
Charles-Joseph Breydel was erfgenaam van verschillende generaties Breydel, die, in functie van hun activiteiten als veefokkers en -handelaars, hun landbouweigendommen steeds verder uitgebreid hadden.
Ook na verdeling van de erfenis met zijn oudere broer en zijn twee zussen, werd op de erfenisaangifte van Charles-Joseph 1160 hectare grond, met meegaande gebouwen, vermeld.
De eigendommen waren gespreid over bijna vijftig West-Vlaamse gemeenten. De waarde van deze eigendommen werd op de erfenisaangifte geschat op meer dan 2,8 miljoen goudfranken. De aanzienlijke eigendomstoestand en de eraan verbonden jaarlijkse belasting maakten dat hij verkiesbaar was voor de Senaat.
Het aanzienlijke grondbezit bracht ook mee dat Breydel zeer aanwezig was in het beheer van poldergronden en het bestuur van de 'wateringen'. Zo was hij:
- regeerder van de Oude en de Nieuwe polder van Zandvoorde,
- regeerder van de polder van Maldegem,
- regeerder van de watering van Blankenberge,
- regeerder van de watering Eyensluis-Grootreigaersvliet,[5]
- regeerder van de watering van Romboutswerve.